# Money (That's What I Want)
«Money (That's What I Want)» –en español: «Dinero (Eso es lo que yo quiero)»– es una canción de Barrett Strong lanzada en 1959 bajo el sello discográfico Tamla, distribuida a nivel nacional en Estados Unidos por Anna Records. Fue escrita por el fundador de Tamla, Berry Gordy, y Janie Bradford, y fue el primer gran éxito para la Motown de Gordy.
En noviembre de 2004, Rolling Stone la clasificó en la 288.ª posición de su lista de las 500 mejores canciones de todos los tiempos, aunque en su lista revisada de 2010 la bajó al 294º puesto.

## Versiones
La canción ha sido versionada por varios artistas, entre ellos Buddy Guy, The Beatles, Roy Orbison, John Lennon durante su carrera en solitario, The Kingsmen, The Rolling Stones, Cliff Richard, Led Zeppelin, The Doors, Jerry Lee Lewis, The Flying Lizards, Shonen Knife, Secret Machines, The Sonics, The Smashing Pumpkins, Hanson, Cheap Trick, en la película Josie and the Pussycats, Great White, RC Succession, The Blues Brothers, The Avengers, The Supremes, Jr. Walker & the All Stars, The Miracles, Ringo Starr y Etta James, Needles&Pins.
John Lee Hooker publicó una canción llamada «I Need Some Money» con una letra muy parecida a «Money (That's What I Want)», aunque la música era distinta. No hubo mayores conflictos con los autores de esta última canción ya que Hooker compuso aparentemente la suya antes de la publicación de «Money (That's What I Want)», e incluso James Blood Ulmer y The Doors se habían basado en la canción de Hooker para interpretar sus respectivas versiones.
Recientemente, la cantante y compositora británica Charli XCX hizo un cover de esta canción para la edición Target Deluxe de su segundo álbum de estudio Sucker.

## Versión de The Beatles
The Beatles grabaron «Money (That's What I Want)» en siete tomas el 18 de julio de 1963, con su alineación usual. El productor George Martin le añadió después una serie de sobregrabaciones de piano. La canción se publicó en noviembre de 1963 como última pista de su segundo álbum británico, With the Beatles. De acuerdo con George Harrison, el grupo descubrió la versión del cantante original, Barrett Strong, en la tienda de discos NEMS de Brian Epstein (se había publicado bajo el sello London Records en 1960, aunque no llegó a ser un éxito en el Reino Unido). The Beatles la habían interpretado durante su audición para Decca Records el 1 de enero de 1962. También la llegaron a grabar en seis ocasiones para la radio de la BBC. Una versión en vivo, capturada en un concierto en Estocolmo (Suecia) en octubre de 1963, se incluyó en el recopilatorio Anthology 1.
El personal utilizado en la grabación de la canción fue el siguiente:
The Beatles
- John Lennon – voz principal y guitarra rítmica (Rickenbacker 325c58).
- Paul McCartney – bajo (Höfner 500/1 61´) y coros.
- George Harrison – guitarra principal (Gretsch Country Gentleman), guitarra eléctrica (Gretsch Duo Jet), (Rickenbacker 420) y coros.
- Ringo Starr – batería (Ludwig Downbeat).

Otros músicos
- George Martin – piano (Baldwin Satin Ebony Grand).

Equipo de producción
- George Martin - producción.
- Norman Smith - ingeniería de sonido.